# Bydarahalli, Malavalli
Bydarahalli là một làng thuộc tehsil Malavalli, huyện Mandya, bang Karnataka, Ấn Độ.